# Gábor Boczkó
Gábor Boczkó (ur. 1 kwietnia 1977 w Tapolcy) – węgierski szpadzista, dwukrotny medalista olimpijski oraz wielokrotny medalista mistrzostw świata i Europy.

## Kariera
Podczas igrzysk olimpijskich w Atenach w 2004 roku reprezentanci Węgier w składzie: Gábor Boczkó, Géza Imre, Iván Kovács i Krisztián Kulcsár wywalczyli srebrny medal drużynowo. W rywalizacji indywidualnej zajął tam 28. pozycję. Na rozgrywanych cztery lata później igrzyskach w Pekinie był czwarty indywidualnie i szósty drużynowo. Brał też udział w igrzyskach olimpijskich w Rio de Janeiro w 2016 roku, gdzie razem z Gézą Imre, Andrásem Rédlim i Péterem Somfai wywalczył srebrny medal drużynowo. Indywidualnie tym razem zajął trzynaste miejsce.
Na mistrzostwach świata w Petersburgu w 2007 roku wywalczył brązowy medal w zawodach drużynowych. W tej samej konkurencji Węgrzy z Boczkó w składzie zdobywali następnie złoty medal podczas mistrzostw świata w Budapeszcie (2013), srebrne podczas mistrzostw świata w Antalyi (2009) i mistrzostw świata w Katanii (2011) oraz brązowe medale na mistrzostwach świata w Paryżu (2010) i mistrzostwach świata w Kijowie (2012). Ponadto zdobył brązowy medal indywidualnie podczas mistrzostw świata w Paryżu w 2010 roku, gdzie wyprzedzili go tylko Nikolai Novosjolov z Estonii i Francuz Gauthier Grumier.
Wielokrotnie zdobywał medale mistrzostw Europy, w tym złote indywidualnie na ME w Gdańsku (1997), ME w Moskwie (2002) i ME w Bourges (2003) oraz drużynowo podczas ME w Izmirze (2006), ME w Gandawie (2007), ME w Płowdiwie (2009) i ME w Lipsku (2010).

## Życie prywatne
Jego żoną jest węgierska szczypiornistka i olimpijka Ágnes Boczkó-Hornyák. Para wzięła ślub w 2012. W 2013 urodził się im syn Áron.